# Wilhelmine Bonzel
Wilhelmine (in religione Maria Teresa) Bonzel (Olpe, 17 settembre 1830 – Olpe, 6 febbraio 1905) è stata una religiosa tedesca, fondatrice della congregazione delle Povere Suore Francescane dell'Adorazione Perpetua. È stata beatificata nel 2013.

## Biografia
Proveniente da un'agiata famiglia di commercianti, fin dalla giovinezza si dedicò all'esercizio delle opere di misericordia; nel 1860 il vescovo di Paderborn autorizzò lei e un gruppo di compagne a fondare una comunità religiosa a Olpe e a dedicarsi all'assistenza ai bambini e agli ammalati poveri.
Nel 1863 la maggior parte delle suore si trasferì a Salzkotten e la Bonzel fu autorizzata dall'autorità ecclesiastica a dare inizio a una congregazione autonoma, detta delle Povere Suore Francescane dell'Adorazione Perpetua.

## Culto
Il 18 settembre 1961, presso la curia di Paderborn, ebbe inizio il processo informativo per la beatificazione di madre Bonzel, concluso nel 1970.
Il 27 marzo 2010 papa Benedetto XVI dichiarò eroiche le sue virtù.
Il rito di beatificazione fu celebrato nella cattedrale di Paderborn il 13 novembre 2013 dal cardinale Angelo Amato, prefetto della congregazione per le cause dei santi, in rappresentanza di papa Francesco.